# Kindernet
Kindernet (later voluit Nickelodeon Kindernet) was een Nederlandse televisiezender met kinderprogramma's. Het was de oudste commerciële zender van Nederland en vroeger ook op plaatsen in Vlaanderen te zien. Kindernet ging van start op dinsdag 1 maart 1988, eerst vier dagen als proef, daarna met een eigen plek op de kabel. Die plek deelde het wel vaak met een andere zender, die verschilde per uitzendgebied. Eind 2004 stopten de uitzendingen.
Op 4 april 2011 maakte de zender een doorstart op het oude kanaal van TMF. De eigenaars waren Nickelodeon en Studio 100. Na de uitzending van 31 oktober 2013 stopte Kindernet echter opnieuw met haar uitzendingen.

## Geschiedenis
Op 1 maart 1988 ging Kindernet van start. Tussen 6:00 en 10:00 uur 's ochtends (zaterdag en zondag tot 12:00 uur) zond de kinderzender uit met onder andere oude tekenfilms en herhalingen van de jeugdserie Bassie en Adriaan.
In 1994 werd de zender overgenomen door ondernemer Dick van Leeuwen (2/3) en de Engelse investeerder Flextech (1/3).
Van mei 1995 - september 1997 werd de zender inhoudelijk geleid door Jan-Willem Bult, die daarna overstapte naar omroep KRO. In de betreffende periode groeide Kindernet uit tot marktleider kindertelevisie (3-12) in Nederland.
Van 2 oktober 1995 tot 28 juni 1996 werd op het kanaal van Kindernet VTV uitgezonden. Op werkdagen van 9:30-11:00 uur kwamen dan programma's voor vrouwen. Een van de bekendste presentatrices van VTV was Léonie Sazias.
Kindernet was een zeer populaire zender. Uit cijfers van bureau Intomart blijkt dat in januari 1999 de zender tijdens de uitzendtijden (7:00 tot 12:00 uur) in de doelgroep 3- tot 12-jarigen marktleider was (44%), gevolgd door Fox Kids met een aandeel van 18% en Cartoon Network met 7%.
In januari 2000 ging Kindernet samenwerken met Net5 en deelden ze samen een kanaal. Op 24 januari 2000 verhuisden de programma's van Kindernet naar de zender van Net5. De naam werd vervolgens veranderd in KinderNet5. Door deze samenwerking kon ook de uitzendtijd worden uitgebreid tot 15:00 uur. De zender moest toen concurreren met Cartoon Network, Fox Kids (later Jetix en vervolgens Disney XD), en Z@ppelin.
Eind 2001 werd Kindernet overgenomen door MTV Networks Benelux. In 2002 kwam er een Nickelodeonblok, dat steeds meer zendtijd in beslag nam. In september 2002 ging de zender samenwerken met Veronica en gingen zij samen een kanaal delen, waardoor de uitzendingen konden worden uitgebreid tot 19:00 uur. Na een dramatische start waarin zij vrijwel alle kijkers verloor, werd de zender in maart 2003 hernoemd naar Nickelodeon. Kindernet was toen nog wel tijdelijk de naam van een peuterblok in de ochtend, maar dat ging na een tijdje Nick Jr. heten.
Uiteindelijk stopte Veronica op 14 juli 2003 met uitzenden en ging Nickelodeon de vrijgekomen uren opvullen. Hierdoor ontstond een 24-uursprogrammering. Via de satelliet was deze zender ondergebracht op de MTV-transponder en beschikbaar voor Canal Digitaal-abonnees. De kinderzender werd steeds populairder onder de doelgroep. Toch viel op 31 december 2004 (tijdelijk) het doek.
Op 4 april 2011 kwam Kindernet terug op televisie, en wel als onderdeel van het Nickelodeon-portfolio (verder bestaande uit Nick Jr., TeenNick en de digitale kanalen Nick Hits, Nick Toons en Nick Jr.). De zender deelde het kanaal met Comedy Central: Kindernet zond tussen 6:00 en 15:00 uur uit, in de uren daarna was Comedy Central te zien. Vanaf 1 oktober 2012 overhandigde Kindernet al om 9:00 uur haar zendtijd aan Comedy Central.
De kijkcijfers van Kindernet vielen al maanden tegen (onder andere door toenemende concurrentie van RTL Telekids van RTL 8), waarvan het tijdslot tussen 6:00 uur en 9:00 uur 's ochtends (met onder andere de tekenfilmserie Ratjetoe) echter de hoog scorende uitzondering was met regelmatig zelfs tientallen procenten aan marktaandeel, met een gemeten record van meer dan 70.000 kijkers constant tussen 6:00 en 7:00 uur, waarvan de hoge marktaandelen langzaam afbouwden tot aan 8:00 uur, waarna de 'gewone' kijkcijfers weer een beetje merkbaar werden. De zendtijdvermindering had onder andere tot gevolg dat er minder herhalingen te zien waren.
Kindernet zond het laatst uit op 31 oktober 2013. De vrijgekomen tijd werd sindsdien opgevuld door Comedy Central, dat daardoor 24 uur per dag uitzendt.

## Programmering 1988-2004
Hieronder een chronologisch overzicht van de vele populaire kinderprogramma's die Kindernet uitzond:
| Vanaf | Programma                    | Tot  | Opmerkingen | Kijkwijzer/NVK                           |
| ----- | ---------------------------- | ---- | --- | ---------------------------------------- |
| 1988  | Bassie en Adriaan            | 2003 | Betrof herhalingen van series die eerder werden uitgezonden door de TROS en later ook de series van de reizen door Europa (de geheimzinnige opdracht) en Amerika (de reis vol verrassingen) uit de jaren 90. Nadat Kindernet werd omgedoopt tot Nickelodeon, werd het programma daar nog tot en met 31 december 2004 uitgezonden, alvorens het voorgoed verdween. In de kerstvakantie van 2006/2007 werd nog eenmalig de serie Bassie & Adriaan: De Verdwenen Kroon uitgezonden. Sinds 2010 wordt Bassie en Adriaan uitgezonden op Telekids, het nieuwe jeugdblok op RTL 8. | Alle Leeftijden/AL                       |
| 1988  | De Smurfen                   | 2004 | | Alle Leeftijden/AL (later MG6 Met Angst) |
| 1989  | Sinbad de Zeeman             | 2000 | Oorspronkelijk uitgezonden door de KRO (1979-1981). | Alle Leeftijden                          |
| 1989  | Nils Holgersson              | 2001 | Oorspronkelijk uitgezonden door de VARA (1983-1985). | Alle Leeftijden/AL                       |
| 1990  | Beertje Colargol             | 1990 | | Alle Leeftijden                          |
| 1990  | Vrouwtje Theelepel           | 1992 | Oorspronkelijk uitgezonden door de NCRV (1985-1987). | Alle Leeftijden                          |
| 1990  | Boes                         | 2002 | | Alle Leeftijden/AL                       |
| 1991  | Alfred Jodocus Kwak          | 2002 | | Alle Leeftijden/AL                       |
| 1991  | David de Kabouter            | 1999 | | Alle Leeftijden                          |
| 1991  | Dommel                       | 2004 | In Dommel gaat het allemaal om de dwaze belevenissen van de verstrooide professor Semafoor en zijn hond Dommel. Dommel is een mollige, goedgemutste, soms wat knorrige hond met veel menselijke trekjes. Hij is helemaal gelukkig als hij zijn buikje rond heeft gegeten en lekker kan wegdommelen in een zacht kussen. Daar heeft hij echter niet zoveel tijd voor, omdat hij samen met zijn baasje altijd verzeild raakt in de meest rare avonturen. | Alle Leeftijden/AL                       |
| 1991  | Maple Town                   | 1991 | | Alle Leeftijden                          |
| 1991  | Ovide en zijn vriendjes      | 2003 | | Alle Leeftijden/AL                       |
| 1991  | Pieter Post                  | 2003 | werd oorspronkelijk van 1983 tot 1985 uitgezonden door de NCRV, na einde Kindernet uitgezonden door Nickelodeon | Alle leeftijden                          |
| 1992  | Barbapapa                    | 2001 | | Alle Leeftijden/AL                       |
| 1992  | Doctor Snuggles              | 1998 | | Alle Leeftijden/AL                       |
| 1992  | Pinokkio                     | 1997 | | Alle Leeftijden                          |
| 1992  | Teddy Ruxpin                 | 1994 | | Alle Leeftijden                          |
| 1992  | Wickie de Viking             | 1999 | | Alle Leeftijden/MG6 Met Geweld En Angst  |
| 1992  | Budgie de kleine helikopter  | 2003 | Britse tekenfilmserie over een verhaal over een kleine sprekende helikopter met de naam Budgie. Samen met zijn vriendinnetje Pippa, een klein vliegtuigje, en de stoere Chuck, een grote helikopter, woont hij in een hangaar van vliegveld Hairfield. | Alle Leeftijden (Later Vanaf 2 Jaar)/2+  |
| 1993  | Albert De Vijfde Musketier   | 2001 | Frans-Canadese tekenfilmserie over de slimme vijfde musketier Albert, die van alles uitvindt, maar door zijn geringe lengte door Alexander Dumas over het hoofd is gezien toen hij de verhalen over de Vier Musketiers schreef. | Alle Leeftijden                          |
| 1993  | Runaway Bay                  | 1999 | Brits-Franse jeugdserie over vijf kinderen die misdaden oplossen op het Caribische eiland Martinique. | Alle Leeftijden                          |
| 1994  | Maja de Bij                  | 1996 | Werd oorspronkelijk (1977-1983) uitgezonden door de KRO. | Alle Leeftijden                          |
| 1994  | Robinson Sucroë              | 1994 | Frans-Canadese tekenfilm serie. Parodie op de 18e-eeuwse roman Robinson Crusoe van Daniel Defoe. | Alle Leeftijden                          |
| 1996  | Dinobabies                   | 2003 | | Alle Leeftijden/AL                       |
| 1996  | Knock Outs                   | 2000 | | Alle Leeftijden/AL                       |
| 1996  | Bruintje Beer                | 2003 | Speciaal aangekocht door Kindernet voor de Nederlandse televisie. Na 2003 verhuisd naar NPO 3. | Alle Leeftijden/AL                       |
| 1996* | The Neverending Story        | 1998 | | Alle Leeftijden                          |
| 1997  | Zoocup                       | 1999 | | Alle Leeftijden                          |
| 1998  | Ernst, Bobbie en de rest     | 2003 | Nadat Kindernet werd omgedoopt tot Nickelodeon verhuisde dit programma naar Fox Kids, wat later Jetix werd. Nadat dit werd omgedoopt tot Disney XD, verhuisde het naar Net5. Sinds 14 maart 2011 is de serie te zien op RTL Telekids. | Alle Leeftijden/AL                       |
| 1998  | Superworm Jim                | 2004 | Animatieserie over een aardworm die door een superpak uit de ruimte verandert in een superheld en absurde avonturen meemaakt. Dit werd later uitgezonden op Nick Jr. in 2004. | Alle Leeftijden                          |
| 1998  | Guppie                       | 1999 | Gericht op kleuters en peuters, met filmpjes als o.a. Beertje Bruin, Plons de kikker en Musti. In totaal zijn hier 152 afleveringen van gemaakt. Presentatie door Pauline van Aken. | Alle Leeftijden                          |
| 1999  | Boegie Woegie                | 2000 | Een programma met boekentips, nieuwtjes en videotips. Verder waren er prijsvragen en kijkers kregen alles te weten over modetrends. De presentatie van dit programma lag in handen van Marit van Bohemen. | Alle Leeftijden                          |
| 1999  | Urmel                        | 2000 | Vanaf maart 1999 werd deze serie uitgezonden op Kindernet. De hoofdpersoon van deze tekenfilmserie lijkt op een dinosaurus, maar dat is het niet. Het is een Urmel! | Alle Leeftijden                          |
| 1999  | Bimble                       | 2000 | Omdat de dappere Bimble een mysterieuze oude man uit het moeras redt, krijgt hij als beloning een emmertje. Maar dit is geen gewone emmer: het blijkt een emmer met toverkracht te zijn. De eigenaar van de emmer kan alles wat hij maar wil wensen. Deze spannende jeugdserie werd uitgezonden vanaf mei 1999. | Alle Leeftijden                          |
| 1999  | Pocket Dragons               | 2002 | De draken uit deze serie zijn verzot op koekjes en raken in hun zoektocht naar deze lekkernij in onmogelijke situaties verzeild. De Pocket Dragons wonen samen met een tovenaar en allemaal andere rare wezens in een groot huis. Deze tekenfilmserie werd uitgezonden vanaf juni 1999. | Alle Leeftijden                          |
| 1999  | Surprise voor Sinterklaas    | 1999 | Tussen 13 november en 4 december op zaterdag en woensdag. | Alle Leeftijden                          |
| 1999  | Tales From The Cryptkeeper   | 2001 | | Alle Leeftijden/AL                       |
| 1999  | Pauline leest voor           | 1999 | Pauline leest voor uit een boek voor kinderen, 10 afleveringen in samenwerking met stichting lezen. Presentatie door Pauline van Aken. | Alle Leeftijden                          |
| 2000  | The Magic School Bus         | 2004 | Met de grappige juf Frizzle aan het stuur is The Magic Schoolbus een wild avontuur in verbazingwekkende omgevingen. De omgeving is vaak een combinatie tussen de 'normale' omgeving en 'rare en gekke' omgeving, een omgeving waar de mens eigenlijk nooit kan komen. Juf Frizzle neemt haar kids mee op schoolreisjes waarvan kids eigenlijk alleen maar kunnen dromen. Ze gaan niet naar musea of laboratoria. Met hun magische bus reizen ze af naar het midden van de aarde of krimpen ze in en varen als een regendruppel over de rivieren. Ze toveren zichzelf om tot oesters om zo te leren hoe het leven van een oester is. Juf Frizzle weet dat je kids niet moet vertellen over wonderen van wereld, maar dat je hen die wonderen moet laten zien, voelen en ervaren. Met de schoolbus, haar handige hulpje die ongekende mogelijkheden heeft, gaat een heel andere wereld voor haar klas open. | Alle Leeftijden/AL                       |
| 2000  | Montana Jones                | 2002 | Japans-Italiaanse tekenfilmserie over de archeoloog en avonturier Montana Jones, die hoopt samen met zijn broer Alfred tijdens hun reizen een schat te vinden. (9 juli 2000 - 28 april 2002) | Alle Leeftijden/AL                       |
| 2000  | Patrol 03                    | 2001 | Het zijn drie hardwerkende politieagenten: Shorty de hond, Carmen de vos en Wilfred de rat. Zij gaan de strijd aan tegen de bende van monsters die proberen de stad te veroveren. Deze tekenfilmserie was te zien vanaf april 2000 op Kindernet5. | Alle Leeftijden/AL                       |
| 2000  | De Weird-Ohs                 | 2002 | Deze serie werd uitgezonden vanaf september 2000. Het was een 3D-animatie en dat was voor die tijd erg bijzonder. De serie speelt zich af in Weirdsville ofwel gekkenstad. In deze stad zijn autoraces niet een sport maar een levensstijl. Davey, Digger en Portia houden de meest krankzinnige wedstrijden. | Alle Leeftijden/AL                       |
| 2000  | Simsala Grimm                | 2003 | De sprookjes van de gebroeders Grimm, verwerkt in een animatieserie. De twee hoofdpersonen zijn Yoyo en Doc Croc. Deze serie werd vanaf 2 oktober 2000 uitgezonden op Kindernet. Op 14 en 15 oktober was er een Simsala Grimmweekend op Kindernet. | Alle Leeftijden/AL                       |
| 2000  | Het Grote Sinterklaasverhaal | 2000 | Eenmalige tv-film die nog regelmatig op tv wordt uitgezonden. Op Kindernet werd de film opgesplitst in afleveringen van 5 minuten. | Alle Leeftijden/AL                       |
| 2001  | In de Maling                 | 2002 | Bart Bosch presenteerde vanaf mei 2001 elke dag het verborgencameraprogramma In de Maling op Kindernet5. Bart had ook een maatje genaamd Lens wat een computeranimatie van een camera was. | AL                                       |
| 2001  | Tuttels                      | 2004 | De Tuttels zijn vier vrolijke knuffels: de Beer, de Eekhoorn, de Pinguïn en het Boze Konijn. Dagelijks ontdekken zij voor de camera de wereld van kids. En dit gebeurt op een heel herkenbare manier, precies zoals kids zelf met hun eigen knuffels spelen. Met elke dag een ander thema, zoals vriendschap, heimwee, de hik, ziek zijn, pijn, boos en blij, eten en spelen. Het is vrolijk programma dat iedereen thuis kan naspelen. | Vanaf 1 Jaar/1+                          |
| 2001  | Rolie Polie Olie             | 2004 | Rolie Polie Olie is een robotjongetje dat samen met zijn familie veel spannende avonturen beleeft. De familie Polie bestaat uit pappa, mamma, Olie, zijn kleine zusje Zowie en niet te vergeten de lieve hond Spott. Iedere aflevering maken ze weer van alles mee. Zo vliegt Olie naar de ruimte, tovert hij de zon terug met een speciale dans en ontdekt hij dat meedoen veel leuker is dan winnen. |                                          |
| 2001  | De Kaboem Top 10             | 2002 | Vanaf 7 april 2001 werd De Kaboem Top 10 uitgezonden op Kindernet5. Dit was een interactief muziekprogramma. Via de website www.kaboem.nl konden kijkers stemmen op hun favoriete hit. Deze stemmen maakten samen de Kaboem Top 10. Iedere zaterdag werden 5 van de populairste hits uitgezonden. | AL                                       |
| 2001  | Argaï                        | 2002 | | AL                                       |
| 2001  | TrendTent                    | 2002 | In de zomer van 2001 begon een programma op Kindernet getiteld TrendTent. Vanuit de TrendTent kondigden Bart Bosch en Claire Brouwer tv-programma's aan en hielden zij de kijkers op de hoogte van allerlei onderwerpen, variërend van bijzondere shirts en kapsels tot sporten en de nieuwste films. De kijkers konden zelf bepalen wat er in de TrendTent gebeurde; dat kon door Bart of Claire te mailen. | AL                                       |
| 2001  | SNN-TV: Sint Nieuws Netwerk  | 2001 | Eerste uitzending op 29 oktober van dat jaar. | AL                                       |
| 2002  | Merlin                       | 2004 | Merlin is een puppie die kan toveren! Omdat hij vroeger altijd op zoek was naar z'n bot en alle tuinen kapot maakte door z'n gegraaf, moest hij aan de riem. In de antiekshop vonden Merlin en zijn baasje een mooie halsband die magische krachten bleek te hebben. Dankzij de halsband kan Merlin iedereen helpen en hoeft hij nooit meer naar z'n bot te zoeken. | AL                                       |
| 2002  | Muis                         | 2003 | Het kleurrijke muisje, ook bekend als Maisy, gaat samen met haar vriendjes Cees de krokodil, Eddie de beer, Cora de eend en Oscar de olifant de wereld ontdekken. Muis beleeft avonturen die zich in het echt en in z'n fantasie afspelen. | AL                                       |
| 2002  | Thomas                       | 2004 | Thomas rijdt door het hele land en neemt iedereen mee die bij hem opstapt. Thomas is geen mens, maar een locomotief die samen met z'n vrienden Gordon en Henry over het spoor raast. Meneer Topham Hatt zorgt ervoor dat er geen ongelukken gebeuren en dat iedereen op tijd rijdt, maar soms gaat er wel eens wat mis. Dat geeft niks, want van fouten kun je leren! | AL                                       |
| 2003  | Dora                         | 2004 | Dora is een zeer nieuwsgierig meisje dat samen met haar vriendje aap in een zeer kleurrijke wereld van alles ontdekt. Jij kan meedenken hoe Dora de problemen die ze onderweg tegenkomt, kan oplossen en leer je van Dora je eerste Engelse woordjes! Ook daagt ze alle kijkertjes uit om mee te doen door allemaal vragen te stellen en er gebeuren allerlei dingen die je niet zou verwachten. Zo moet je soms op je tenen gaan lopen o juist heel erg hard stampen. Het is een zeer interactief programma waar je veel leert op een hele leuke manier.... | AL                                       |
| 2004  | Boohbah                      | 2004 | Van de makers van 'Teletubbies'.....De 'BoohBahs', zijn vijf sprankelende atomen vol energie en plezier. Deze 'BoohBahs' laden zich op met behulp van het geluid van lachende kinderen en het gebruik van het magische woord 'Boohbah'. In hun Boohbal van wit licht, nemen deze 'Boohbahs' de kijkers mee op wereldreis en ontmoeten ze overal kinderen die hen weer nieuwe energie geven. slechts eenmaal uitgezonden. | AL                                       |
| 2004  | Rubbadubbers                 | 2004 | Het bad biedt onbeperkte mogelijkheden. Maar wat gebeurt er als iedereen de badkamer uit is? Dan komen de badspeeltjes tot leven en ineens is alles mogelijk. De 'Rubbadubbers' duiken in hun eigen fantasiewereld en maken ongelofelijke reizen. Het ene moment leven ze in de woestijn en dan weer op de Noordpool. Tandenborstels worden bomen en sponzen woestijneilanden. slechts eenmaal uitgezonden. | AL                                       |
| 2004  | Oswald                       | 2004 | In Big City woont 'Oswald', een piano-spelende, vriendelijke en attente inktvis met een bolhoed. Hoewel hij een inktvis is kan hij niet zwemmen. Als hij te water gaat, gebruikt hij een bootje. Weenie is zijn huisdier, een tekkel die verdacht veel lijkt op een wandelende hotdog. Henry de pinguïn is Oswalds beste vriend. Hij is wat lui en gek op makreel-muffins. Andere bewoners van Big City zijn Johny de ijshoorntjes-verkopende sneeuwman, Madame Butterfly de vriendelijke serveerster in het café en buurmeisje Daisy, een zonnebloem met handen en voeten. slechts eenmaal uitgezonden. | AL                                       |
| 2003  | Little Bill                  | 2004 | Little bill is vijf jaar oud en is druk in de weer om alles van de wereld te weten te komen. Hij kijkt naar de wereld zoals elke vijfjarige dat doet. Hij ontdekt al het gewone en ongewone van onze wereld. Bill's familie, vriendjes en vriendinnetjes helpen hem hiermee. Kijk naar je vriendje Bill en ontdek samen met hem de wereld waarin wij leven! | AL                                       |

## Programmering 2011-2013
| Sinds | Programma                                 | Opmerkingen |
| ----- | ----------------------------------------- | --- |
| 2011  | Wickie de Viking                          | Werd ook al van 1992 tot 1999 uitgezonden op Kindernet. Wordt in België door vtmKzoom uitgezonden.                                                                                |
| 2011  | Boes                                      | Werd ook al van 1990 tot 2002 uitgezonden op Kindernet. Wordt eveneens uitgezonden op Pebble TV.                                                                                  |
| 2011  | Maja de Bij                               | Werd ook al van 1994 tot 1996 uitgezonden op Kindernet. Wordt in België door vtmKzoom uitgezonden.                                                                                |
| 2011  | Alfred Jodocus Kwak                       | Werd ook al van 1991 tot 2002 uitgezonden op Kindernet. Wordt eveneens uitgezonden op Pebble TV.                                                                                  |
| 2011  | Dobus                                     | Wordt in België op Ketnet uitgezonden. |
| 2011  | Wizzy en Woppy                            | Wordt in België uitgezonden op Ketnet. Werd ook op Z@ppelin uitgezonden. |
| 2011  | Zigby                                     | Wordt in België uitgezonden op vtmKzoom. |
| 2011  | Ratjetoe                                  | Werd eerst uitgezonden op Nickelodeon. |
| 2011  | Samson & Gert                             | Werd eerst op Veronica uitgezonden en daarna bij de TROS op achtereenvolgens NPO 2 en Z@ppelin. Wordt in Vlaanderen, waar het oorspronkelijk vandaan komt, uitgezonden op Ketnet. |
| 2011  | Big & Betsy                               | Wordt in België uitgezonden op vtmKzoom. Werd eerst uitgezonden op Z@ppelin. |
| 2011  | AbraKOdabra                               | Wordt sinds 13 december 2008 in België uitgezonden op Ketnet. |
| 2011  | Heidi                                     | Werd eerst begin jaren 80 uitgezonden door de AVRO. Wordt in België uitgezonden op vtmKzoom.                                                                                      |
| 2011  | Vrouwtje Theelepel                        | Werd ook al van 1990 tot 1992 uitgezonden op Kindernet. Wordt eveneens uitgezonden op Pebble TV.                                                                                  |
| 2011  | David de Kabouter                         | Werd ook al van 1991 tot 1999 uitgezonden op Kindernet. |
| 2011  | Nils Holgersson                           | Werd ook al van 1992 tot 2001 uitgezonden op Kindernet. Wordt in België uitgezonden op vtmKzoom.                                                                                  |
| 2011  | Film                                      | Iedere zondag werd er een film van Studio 100 uitgezonden. |
| 2011  | Sinbad de Zeeman                          | Werd ook al van 1989 tot 2000 uitgezonden op Kindernet. |
| 2011  | Dommel                                    | Sinds 30 mei. Werd ook al van 1989 tot 2000 uitgezonden op Kindernet. |
| 2011  | My Little Pony: Vriendschap is betoverend | |
| 2011  | De Snorkels                               | Wordt eveneens uitgezonden op Pebble TV. |
| 2011  | Kuifje                                    | Werd ook uitgezonden op Nickelodeon. |
| 2011  | Lucky Luke                                | Werd ook uitgezonden op Nickelodeon. |
| 2011  | Kleine Klaas                              | Werd ook uitgezonden op Nickelodeon. |
| 2012  | Seabert                                   | Wordt ook uitgezonden op Pebble TV. |
| 2013  | Hey Arnold!                               | Wordt ook uitgezonden bij Nicktoons. |
| 2013  | BFF                                       | Werd ook uitgezonden op Nickelodeon. |
| 2013  | Invisible Network of Kids                 | Werd ook uitgezonden op Nicktoons. |
| 2013  | Piet Piraat                               | Komt oorspronkelijk uit Vlaanderen en wordt daar uitgezonden op Ketnet. |

## Films, specials en theatershows (2011-2013)
- Plop in de Wolken
- Plop en de Kabouterschat
- Plop en de Toverstaf
- Plop en Kwispel
- Plop en het Vioolavontuur
- Plop in de stad
- Plop en de Pinguïn
- K3 en het magische medaillon
- K3 en het ijsprinsesje
- K3 en de kattenprins
- Piet Piraat en de betoverde kroon
- Piet Piraat en het vliegende schip
- Piet Piraat en het zwaard van Zilvertand
- Hotel op stelten (Samson & Gert)
- Heidi in de Bergen
- De Kerstwens (Samson & Gert)
- Het Verrassingsfeest (Samson & Gert)
- Piet Piraat en de wenskist
- Piet Piraat op Mango-eiland
- Piet Piraat en het geheim van Esmeralda
- Piet Piraat en de Kleine Dino
- Piet Piraat en het geheim van Lorre
- Piet Piraat en de Grote Griezelshow
- Samson & Gert Kerstshow 2009/2010 {De Magische Kerstbal}
- Welkom in het Circus (Dobus)
- Studio 100 Zomerfestival 2010
- AbraKOdabra en de duivel in het doosje